# Predjelo
Predjelo, zakuska ili hors d'œuvre (IPA-fr. ɔʁˈdœvʁ, čit. ordêvr, doslovno „odvojeno od glavnog dela“) predstavlja hranu koja se služi pre glavnog jela.